# Mestaritalo
Mestaritalo est un bâtiment du quartier de Punavuori à Helsinki en Finlande.

## Présentation
Mestaritalo est un ancien bâtiment industriel de Fazer à Punavuori, qui est de nos jours principalement un immeuble bureaux. 
Avec ses cours, il remplit tout l'îlot urbain situé entre Tehtaankatu, Telakkakatu, Pursimiehenkatu et Perämiehenkatu.
Aujourd'hui, Mestaritalo abrite principalement des sociétés de communication et de médias ainsi que des sociétés de services d'investissement et des cabinets d'architectes.
En outre, au rez-de-chaussée se trouve la salle des ventes Hagelstam, qui possède également des installations de l'autre côté de Tehtaankatu dans l'îlot voisin, ainsi qu'une salle de billard,,. 
Le bâtiment comprend deux appartements privés, dont l'un, d'une superficie de 274 mètres carrés, a été mis en vente en novembre 2021 pour 3,3 millions d'euros.
Dans l'ilot voisin du Mestaritalo se trouve le Merikortteli, qui est également un ancien bâtiment industriel occupant entièrement son îlot et qui est maintenant surtout utilisé pour des bureaux.

## Transports
Le terminus sud de la ligne 1 du tramway d'Helsinki se situe sur Pursimiehenkatu, entre Mestaritalo et l'ilot urbain Merikortteli. 
Arrivés au terminus et y tournant, les rames opèrent un retournement complet autour de  Mestaritalo.

## Galerie

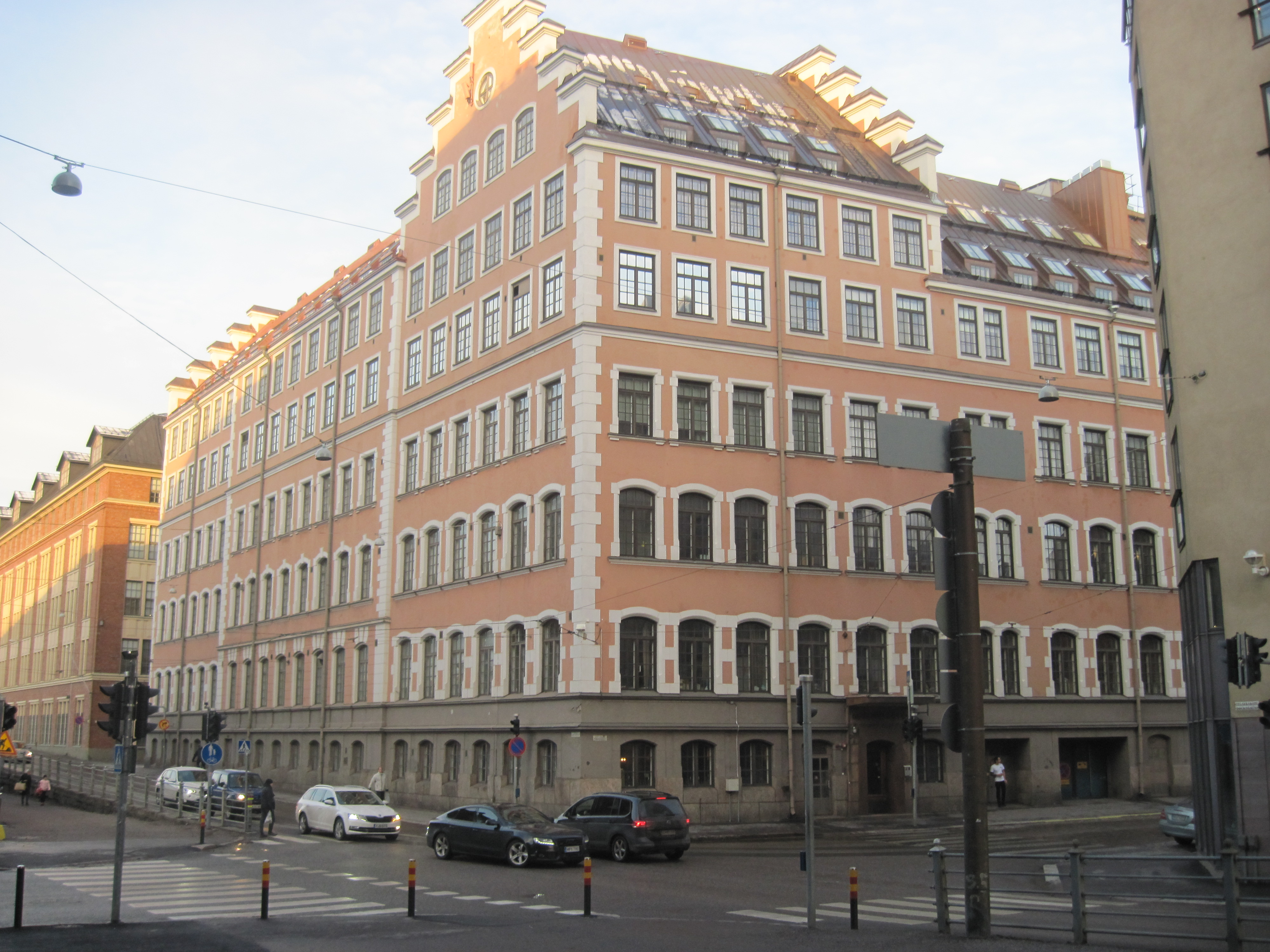
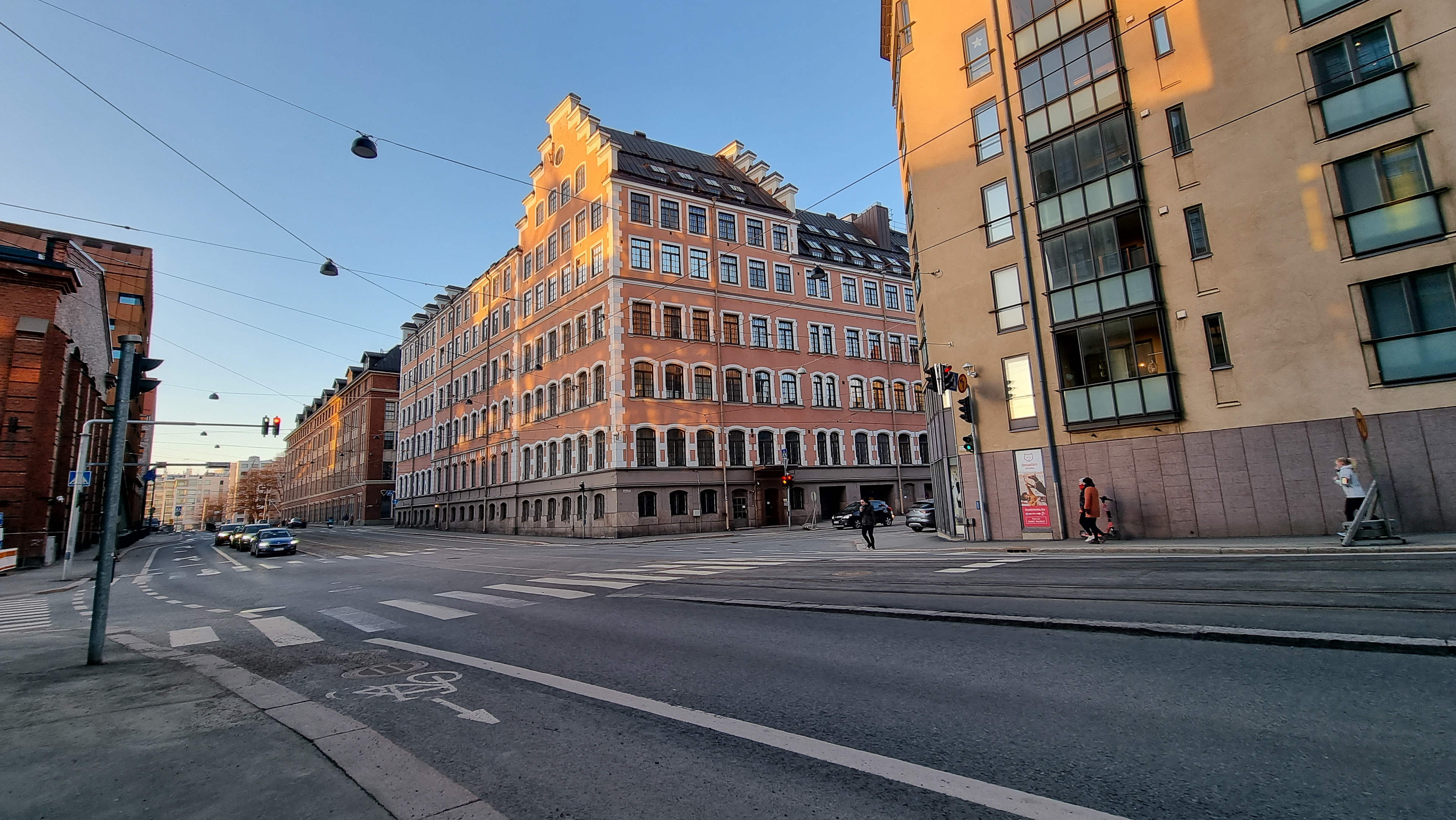
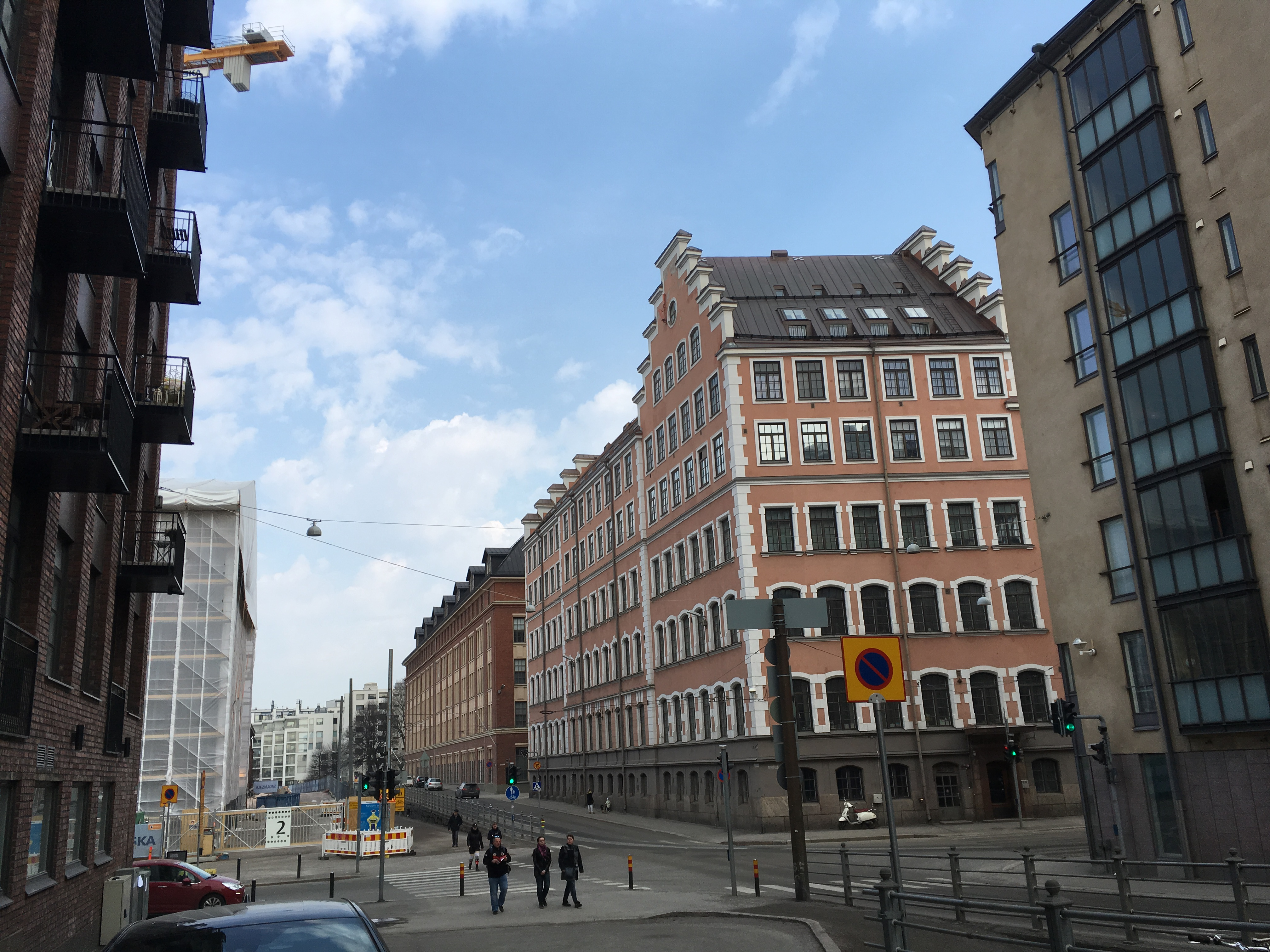